# Несправжнє пробудження
Несправжнє пробудження — яскраве та переконливе сновидіння про пробудження від сну, під час якого людина насправді продовжує спати. Після несправжнього пробудження людині часто сниться, що вона робить щоденні ранкові справи, наприклад, приготування їжі чи прибирання.

## Подвійне сновидіння
Окремим випадком несправжнього пробудження є таке, коли людині сниться, що вона прокинулася від сну, в якому також було своє сновидіння. Цей випадок має кілька назв: подвійне сновидіння та сновидіння всередині сновидіння.

## Континуум
Іншим типом несправжнього пробудження є континуум — ситуація, коли людина засинає в реальному житті, але у сновидінні мозок моделює ситуацію так, ніби людина й не засинала. У цьому випадку людина може неусвідомлено виконувати якісь дії. Фільм Кошмар на вулиці В'язів популяризував це явище.

## Симптоми несправжнього пробудження

### Реальність і нереальність
Після несправжнього пробудження можуть з'являтися деякі деталі (наприклад, малюнок на стіні) або зникати (наприклад, їжі може не бути на звичному місці). Також можливо, що людина не зможе розмовляти, або читатиме зі значними труднощами.

### Повторення
У сновидінні може бути більш ніж одне несправжнє пробудження. Людині може снитися, що вона прокидається, снідає, чистить зуби тощо; раптово прокидається знову в ліжку (все ще у сновидінні), починає ранкові справи знову, прокидається знову, і так далі. Філософ Бертран Расселл стверджував, що пережив «близько сотні» несправжніх пробуджень підряд, поки оговтувався від загального наркозу.

## Сценарій
Звичним для несправжнього пробудження є сценарій «запізнення на роботу». Людина може «прокинутися» у звичній кімнаті, де все виглядає нормально, і зрозуміти, що вона проспала роботу чи школу. Годинник, якщо він присутній у сновидінні, показуватиме час, що підтверджуватиме це. Після цього настає паніка, достатньо сильна, щоб пробудити людину насправді (схоже на пробудження від кошмару).

## У мистецтві
Тема несправжніх пробуджені часто використовується у мистецтві. Деякі твори, що торкаються цієї теми:
- «Портрет» — повість М. В. Гоголя.
- «Пробудження життя» — анімаційний фільм режисера Річарда Лінклейтера.
- «Сон Чжуан-цзи» — даоська притча з трактату «Чжуан-цзи».
- «Спи» — оповідання В. О. Пелевіна.